# Praia de Jerimum
Vista das falésias da praia do Jerimum.
A Praia do Jerimum é uma praia brasileira, localizada na cidade de Baía da Traição no estado da Paraíba. A praia se destaca por possuir falésias multicoloridas.
|                                              |  |                                   |
| falésias multicoloridas da Praia do Jerimum. |  | areia branca da Praia do Jerimum. |